# Storögat
Storögat är en sjö i Ockelbo kommun i Gästrikland och ingår i Testeboåns huvudavrinningsområde.